# Estação Socol
Socol (em russo:  Сокол) é uma das estações da linha Zamoskvoretskaia (Linha 2) do Metro de Moscovo, na Rússia. Estação «Socol» está localizada entre as estações «Aeroport» e «Voikovskaia».